# توم كلانسز جوست ريكون ويلدلاندز

صورة من اللعبة عند إتمام إحدى مراحل اللعبة.

توم كلانسز جوست ريكون ويلدلاندز (بالإنجليزية: Tom Clancy's Ghost Recon Wildlands)‏ هي لعبة تصويب تكتيكي، صدرت في 7 مارس 2017، ومتوفرة على أجهزة ويندوز وبلاي ستيشن 4 وإكس بوكس ون. اللعبة من تطوير يوبي سوفت باريس ومن نشر يوبي سوفت. صرحت يوبي سوفت بأنها ستكون واحدة من أكبر العاب العالم المفتوح التي قامت بنشرها حيث تحتوي على الغابات والصحاري والجبال. سوف تحتوي على اللغة العربية وستكون الترجمة عبارة عن ترجمة نصية للمحادثات وواجهة اللعبة.

## الأحداث
سوف تقع أحداث القصة في دولة بوليفيا حيث هناك أكبر مورد للمخدرات مثل الكوكايين في العالم.

## وصلات خارجية
- توم كلانسز جوست ريكون ويلدلاندز على موقع IMDb (الإنجليزية)

- الموقع الرسمي